# Opstandingskerk (Amsterdam)
De Opstandingskerk is een kerkgebouw in Amsterdam West.
De kerk is gelegen aan het (westelijk deel van het) Bos en Lommerplein 325. Ze kreeg al tijdens de bouw de bijnaam Kolenkit vanwege de gelijkenis van de 48 meter hoge klokkentoren met een kolenkit. De naam werd zo doorgewinterd dat de omliggende buurt naar die bijnaam vernoemd werd: Kolenkitbuurt.

## Gebouw
De kerk werd ontworpen door de Nederlandse architect Marius Duintjer en gebouwd in de periode 1955-1956. Duintjer had het destijds druk met het ontwerpen voor de hervormde gemeente; van zijn hand kwamen bijvoorbeeld ook de Kruiskerk in Amstelveen en de Koningskerk in Amsterdam-Oost.
Het gebouw is opgetrokken uit rode baksteen met lange ramen die van boven tot onder lopen, maar in terugliggende wanden zijn geplaatst. Van binnen uit ziet men door het toegepaste harmonicaprincipe (zaagtand) de lichtval niet, tenzij men vanuit het koor kijkt. Het interieur is wit en biedt plaats aan 450 personen. De Opstandingskerk staat sinds 2007 op de monumentenlijst. 
De Opstandingskerk was bij oplevering zeer opvallend. Zij stond op een verhoging, goed zichtbaar in heel Amsterdam-West en Amsterdam Nieuw-West en was zelfs enige tijd landmark te zien vanaf de Haarlemmerweg. Bovendien werd zij destijds gezien als verticaal element binnen de horizontale strokenbouw met platte daken in de omgeving. De schuine afplatting van de klokkentoren vormt daar nog een diagonaal element aan toe en lijkt naar de hemel te wijzen als een wijsvinger in een hand. Een jonge Piet Zanstra was in 1956 vol lof over deze creatie. Die goede zichtbaarheid ging steeds meer verloren, eerst door de bouw van het massieve GAK-gebouw, daarna de (verhoogde) ongelijkvloerse kruising van de Bos en Lommerweg met de Rijksweg 10 en in de 21e eeuw door stadsverdichting rondom die kruising. In 2021 kwam de kerk weer door speciale verlichting in de spotlight te staan en kreeg ze een kunstzinnige Fontein Kolenkit voor de deur.

## Monument
Dat het in 2007 tot een rijksmonument bracht was wel een klein wonder. De kerk en met name het interieur bevond zich in de jaren negentig in deplorabele staat. Het gebouw staat niet alleen als kerk op die monumentenlijst. De redengeving tot rijksmonument bevat inzichten vanuit diverse standpunten:
- Algemeen: plaats binnen het oeuvre van de architect
- Algemeen: teken van de wederopbouw zowel op architectonisch vlak, stedenbouwkunde en cultuurhistorie;
- Algemeen: Goed bewaard gebouw, zowel in- als exterieur, met dito wijkcentrum met toneelzaal en pastorie
- Algemeen: oriëntatiepunt in de wijk, in eerste instantie voor geheel Bos en Lommer, na stadsverdichting alleen voor het westelijk deel van Bos en Lommer.
- Architectuur: gevelindeling, kleuring en de opvallende klokkentoren in de vorm van een kolenkit
- Geloof: moderne architectuur binnen de Nederlandse Hervormde Kerk
- Geloof: idee van de Nederlands Hervormde Kerk, dat het geloof wilde combineren met maatschappelijk werk; in het souterrain zat een soort wijkcentrum;

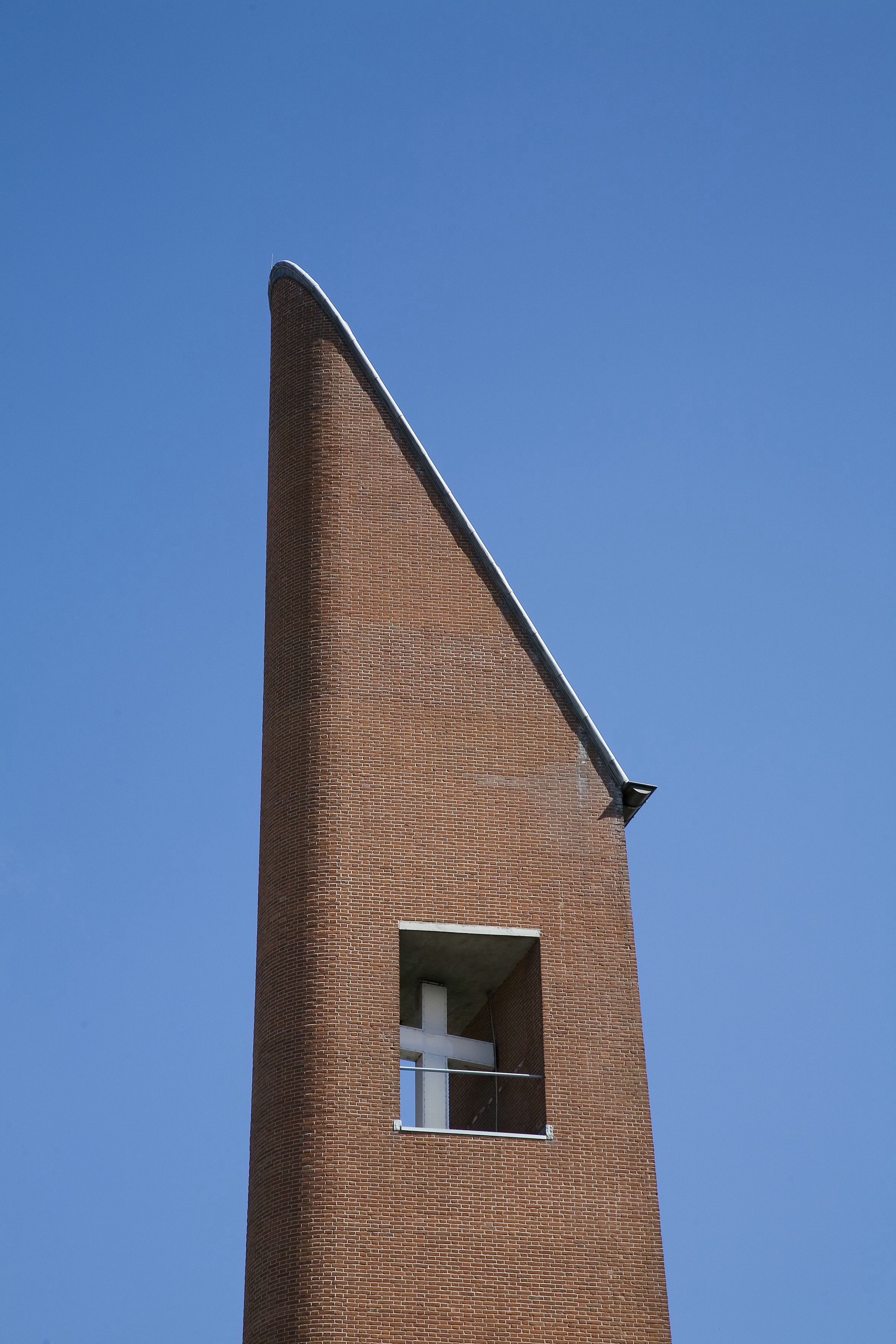
De kolenkit
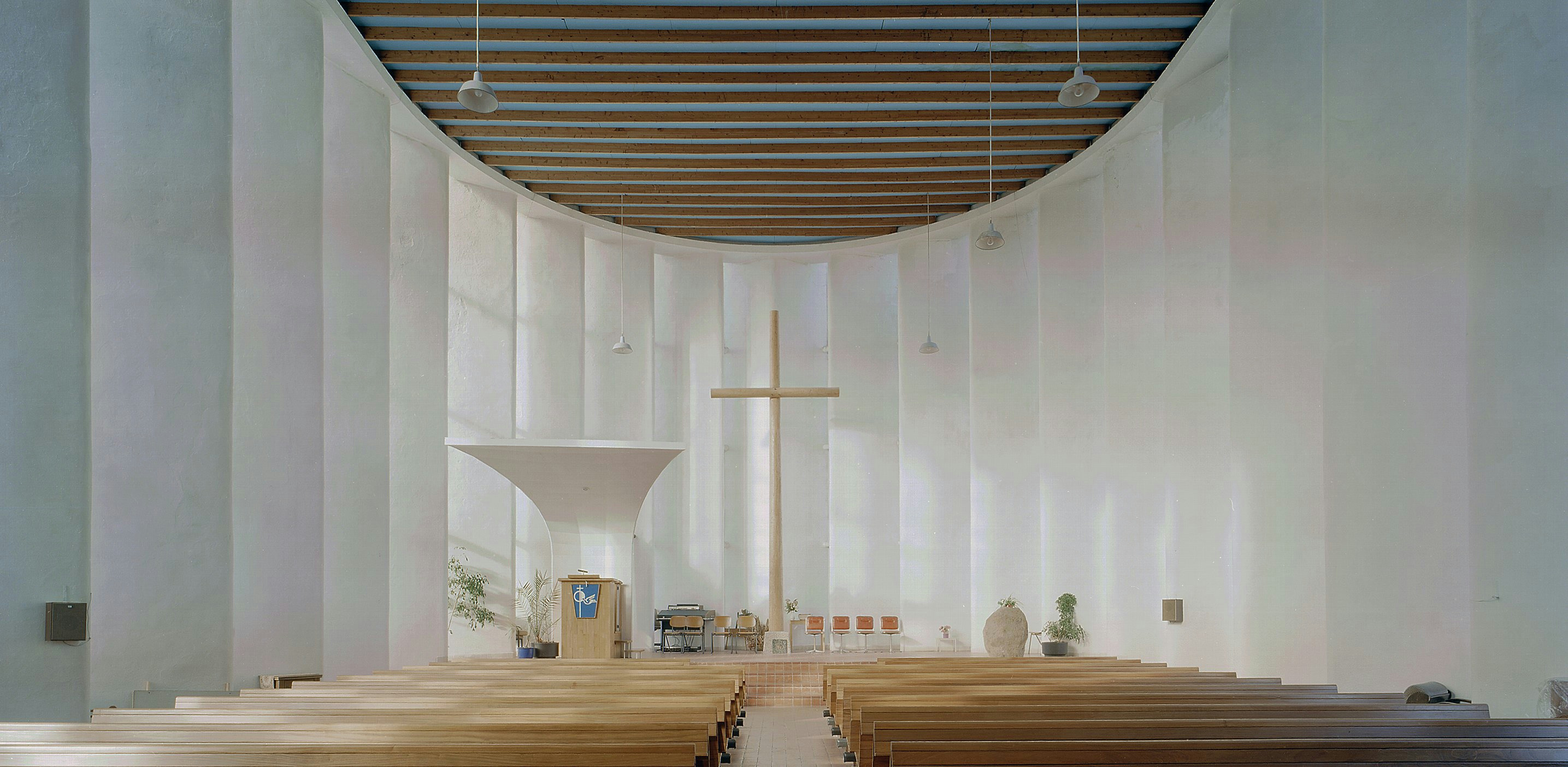
Interieur
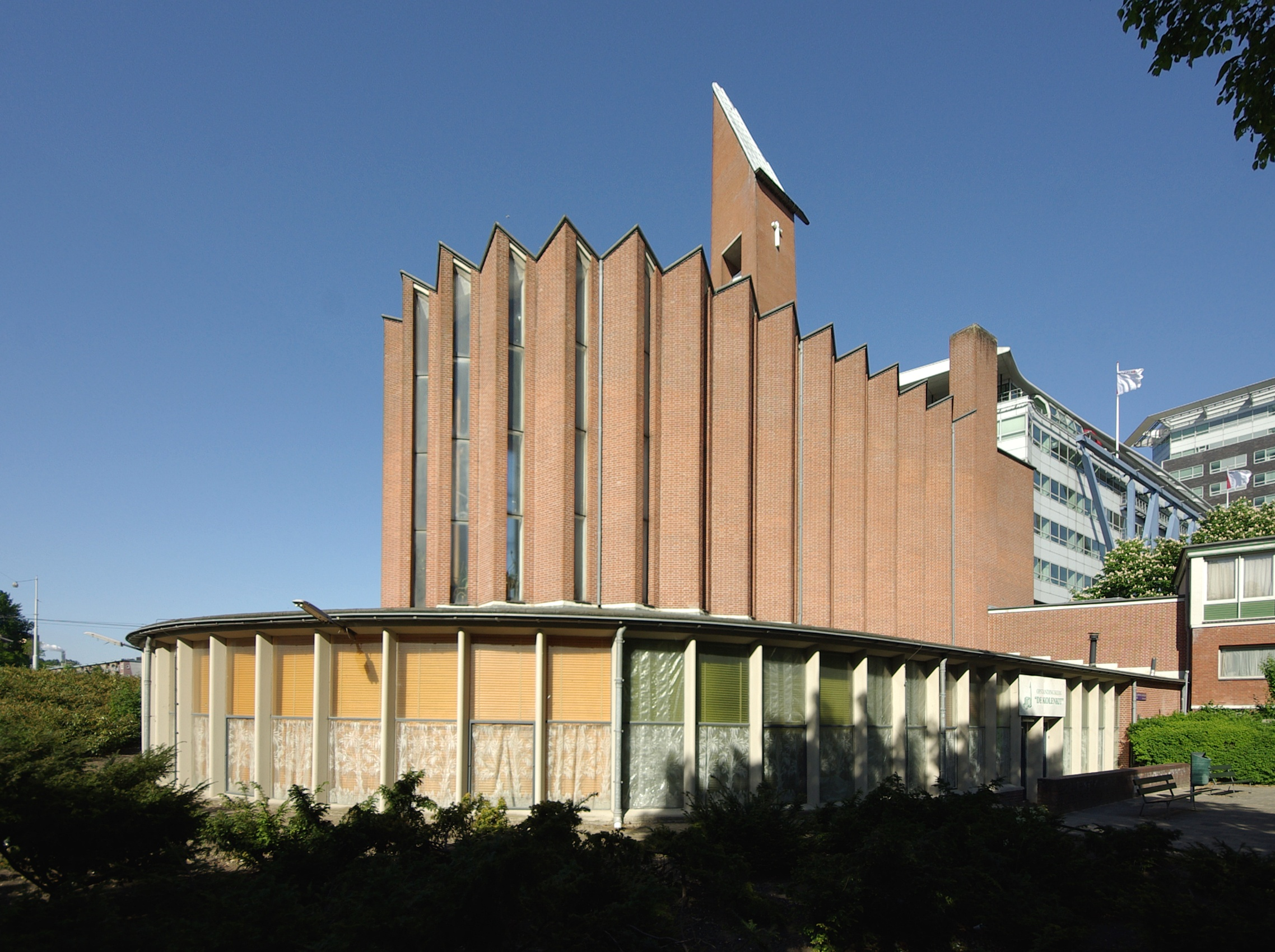
Achterzijde